# Mont Longhurst
Le mont Longhurst est une montagne culminant à 2 846 m d'altitude et constituant le point culminant de la chaîne Cook, en Antarctique, dans la terre Victoria. Il se trouve sur le bord méridional du plateau Festive. Il a été découvert par l'expédition Discovery (1901–1904), qui l'a baptisé en l'honneur de son secrétaire, Cyril Longhurst.